# Abbaye de Comber
Pour les articles homonymes, voir Comber (homonymie).
L’abbaye de Comber est une ancienne abbaye cistercienne située à Comber, en Irlande du Nord. Fondée en 1200, elle est fermée lors de la dissolution des monastères, puis subsiste jusqu'à son incendie en 1572, qui l'anéantit totalement.

## Localisation et toponymie
Le site de l'abbaye est localisé au centre-ville de Comber, cette dernière ville étant elle-même située près de l'extrémité nord du Strangford Lough. Le site originel est plus particulièrement le lieu où confluent les rivières Enler et Glen, leur réunion étant nommée Comber River. Le nom de l'abbaye, d'où découle ensuite celui de la ville, provient de cette situation de confluence, « comar » signifiant la réunion de deux rivières en gaélique.

## Histoire

### Fondation et toponymie
Une abbaye augustine existait à Comber avant l'arrivée des Cisterciens. Ils étaient connus sous le nom de "chanoines noirs" en raison de la couleur de leur habit. Les Annales de Loch Cé mentionnent notamment l'attaque victorieuses que mènent contre cette abbaye, alors nommée Combuir, les Vikings en 1031. Le bilan en est de quatre tués et trente captifs emmenés de force. Toutefois, dès l'apparition de l'abbaye cistercienne, le monastère augustinien en est occulté et passe au second plan.
La fondation de l'abbaye cistercienne est généralement attribuée à Brian Catha Dun, chef des O'Neill de Claneboye, qui aurait collicité les moines en 1199. À la suite de son duel avec John de Courcy, Brian Catha Dun est tué en 1201. Il semblerait qu'à cette occasion, Courcy ait fait venir des cisterciens de Whitland, au pays de Galles, en remplacement des premiers, probablement Irlandais. Par comparaison avec les Augustins, ils étaient appelés "moines blancs" selon leur tenue.

### Déclin et dissolution
À l'époque de la dissolution des monastères, l'abbaye est abandonnée et rapidement pillée. Mais le coup de grâce est porté à l'édifice par Brian McPhelim O'Neill (en) ; furieux que les terres du comté de Down ne lui aient pas été attribuées, il se venge en incendiant les abbayes et prieurés  de Movilla (en), Bangor, Holywood (en), Grey, Comber et Nendrum. 

## Architecture
L'abbaye de Comber reproduisait fidèlement le plan traditionnel cistercien, avec une église abbatiale orientée au sud de laquelle était placé le cloître entouré des bâtiments conventuels. L'église Sainte-Marie actuelle est très probablement beaucoup plus réduite que l'abbatiale originelle, et ne correspond sans doute qu'à la nef de cette dernière.
Les pierres de l'abbaye, du grès rose de Scrabo, sont ensuite dispersées pour être utilisées par les habitants des environs. En 1931, certaines d'entre elles sont utilisées, sans que leur origine monastique soit connue, pour ériger une statue nommée « The Monk » (« le moine ») dans le jardin d'Aureen House, à proximité de l'église paroissiale. En 2002, Erskine Willis se rend compte que la tête sculptée du moine est en réalité la clef de voûte d'une ancienne verrière gothique de l'abbatiale, diagnostic qu'il fait confirmer par les deux archéologues Marion Meek et Annie Given ; les pierres sont alors confiées au Département de l'Environnement pour qu'elles soient exposées dans l'église paroissiale,.